# Dehmaine Tabibou
Dehmaine Tabibou Assoumani (Drancy, 17 aprile 2005) è un calciatore francese, centrocampista del Nantes.

## Biografia
Nato a Drancy, in Francia, ha origini comoriane da parte del padre e algerine da parte della madre.

## Carriera

### Club
Cresciuto tra le file delle formazioni giovanili di Bourget, Blanc-Mesnil e Sarcelles, nel 2020 entra a far parte del settore giovanile del Nantes, vincendo nella stagione 2022-2023 lo Championnat National U19.
Nello stesso anno, il 22 ottobre 2022, firma il primo contratto professionistico, venendo promosso in seconda squadra, ma giocando ugualmente tra le file dell'Under-19, rendendosi protagonista assieme ai suoi compagni dello storico raggiungimento delle semifinali di UEFA Youth League nel corso della stagione 2023-2024. 
Nel gennaio 2024 riceve la prima convocazione in prima squadra, senza tuttavia debuttare.
È quindi nella stagione successiva che esordisce, il 15 settembre 2024, nell'incontro di Ligue 1 perso 2-1 contro lo Stade Reims.

### Nazionale
Ha rappresentato la Francia a vari livelli giovanili, giocando con le selezioni Under-18, Under-19 ed Under-20. Con l'Under-19 nel 2024 prende parte all'campionato europeo di categoria in Irlanda del Nord,  concluso al secondo posto dietro la Spagna.
Al compimento dei vent'anni viene convocato in Under-20, con la quale, assieme al compagno di squadra Louis Leroux, partecipa al Torneo Maurice Revello nel giugno 2025. Nel corso della competizione prende parte a tutte le gare giocate dai blues, contribuendo significativamente alla vittoria del titolo mettendo a referto due reti in 5 presenze: in semifinale contro il Messico e in finale contro l'Arabia Saudita.

## Statistiche

### Presenze e reti nei club
Statistiche aggiornate al 17 agosto 2025.
| Stagione        | Squadra         | Campionato      | Campionato | Campionato | Coppe nazionali | Coppe nazionali | Coppe nazionali | Coppe continentali | Coppe continentali | Coppe continentali | Altre coppe | Altre coppe | Altre coppe | Totale | Totale | Totale |
| Stagione        | Squadra         | Comp            | Pres       | Reti       | Comp            | Pres            | Reti            | Comp               | Pres               | Reti               | Comp        | Pres        | Reti        | Pres   | Reti   |        |
| --------------- | --------------- | --------------- | ---------- | ---------- | --------------- | --------------- | --------------- | ------------------ | ------------------ | ------------------ | ----------- | ----------- | ----------- | ------ | ------ | ------ |
| 2022-2023       | Nantes 2        | N2              | 3          | 0          | -               | -               | -               | -                  | -                  | -                  | -           | -           | -           | 3      | 0      |        |
| 2023-2024       | Nantes 2        | N3              | 13         | 0          | -               | -               | -               | -                  | -                  | -                  | -           | -           | -           | 13     | 0      |        |
| 2024-2025       | Nantes 2        | N3              | 6          | 2          | -               | -               | -               | -                  | -                  | -                  | -           | -           | -           | 6      | 2      |        |
| Totale Nantes 2 | Totale Nantes 2 | Totale Nantes 2 | 22         | 2          |                 | -               | -               |                    | -                  | -                  |             | -           | -           | 22     | 2      |        |
| 2024-2025       | Nantes          | L1              | 12         | 0          | CF              | 1               | 0               | -                  | -                  | -                  | -           | -           | -           | 13     | 0      |        |
| 2025-2026       | Nantes          | L1              | 1          | 0          | CF              | 0               | 0               | -                  | -                  | -                  | -           | -           | -           | 1      | 0      |        |
| Totale Nantes   | Totale Nantes   | Totale Nantes   | 13         | 0          |                 | 1               | 0               |                    | -                  | -                  |             | -           | -           | 14     | 0      |        |
| Totale carriera | Totale carriera | Totale carriera | 35         | 2          |                 | 1               | 0               |                    | -                  | -                  |             | -           | -           | 36     | 2      |        |

## Palmarès

### Club

#### Competizioni giovanili
- Championnat National U19: 1

2022-2023

### Nazionale

#### Competizioni giovanili
- Torneo Maurice Revello: 1

2025